# El Dorado
El Dorado е единадесетия студиен албум на колумбийската певица Шакира. Издаден е на 26 май 2017 година.

## Списък с песни
1. „Me Enamoré“ – 3:47
2. „Nada“ – 3:10
3. „Chantaje“ (с Малума)	– 3:16
4. „When a Woman“ – 3:18
5. „Amarillo“ – 3:40
6. „Perro Fiel“ (с Nicky Jam) – 3:15
7. „Trap“ (с Малума)	– 3:20
8. „Comme moi“ (с Black M) – 3:08
9. „Coconut Tree“ – 3:50
10. „La Bicicleta“ (с Carlos Vives) – 3:48
11. „Deja Vu“ (с Prince Royce) – 3:16
12. „What We Said“ (английска версия на Comme Moi) (с Magic!)	– 3:00
13. „Toneladas“ – 3:12